# 사이언톨로지 속 예수
사이언톨로지 창시자 L. 론 허버드는 "지혜의 많은 이전 형태의 서양 영국식 지속"으로 사이언톨로지를 설명하고, 그 "초기 형태"의 신념 체계 중에서 예수 그리스도의 가르침을 인용한다. 예수는 사이언톨로지에서 "종교 유산"의 한 부분으로 인식하고, "많은 좋은 교사의 하나로 본다."

## 같이 보기
- 기독교와 다른 종교
- 예수의 종교적 관점
- 사이언톨로지와 다른 종교
- 사이언톨로지 신앙과 관행
- 사이언톨로지 십자